# Falia tectonică de lângă satul Naslavcea
Falia tectonică de lângă satul Naslavcea este un monument al naturii de tip geologic sau paleontologic în raionul Ocnița, Republica Moldova. Este amplasată la nord de satul Naslavcea, ocolul silvic Ocnița, Stînca, parcela 1. Este cea mai nordică arie protejată de acest tip din țară. Are o suprafață de 82 ha conform Legii ariilor protejate sau 95 ha conform unor măsurări mai recente. Obiectul este administrat de Întreprinderea de Stat pentru Silvicultură Edineț.

## Descriere
Monumentul geologic reprezintă o dislocare în trepte de-a lungul fluviului Nistru. Relieful este abrupt, versantul având unghiul înclinării de cca 65-75°. Partea de vest a versantului este mărginită de o râpă de lângă satul ucrainesc Voloșcova, care coincide cu frontiera dintre Republica Moldova și Ucraina, astfel încât accesul este interzis. O porțiune de 2 ha a râpii este inclusă în aria protejată. Marginea de nord este spălată de apele Nistrului. Accesul, astfel, se face din partea de est, dinspre barajul de la Nahoreanî.
La suprafață aflorează formațiunea de Kalius, reprezentată prin argilite negre, cenușii-închis, unele negre-verzui. Formațiunea este bituminoasă și conține concrețiuni de fosforite de până la 15 cm în diametru. Este atribuită vendianului mediu (590-540 milioane de ani). În râpa de lângă Voloșcova, aflorează strate de nisipuri silicoase de culoare albă cu resturi de moluște maritime ale badenianului, precum Pecten sp., Pitaria italica etc. Pe marginea ravenei se extind calcare ale Volhinianului.

## Statut de protecție
Obiectivul a fost luat sub protecția statului prin Hotărîrea Sovietului de Miniștri al RSSM din 13 martie 1962 nr. 111, iar statutul de protecție a fost reconfirmat prin Hotărîrea Sovietului de Miniștri al RSSM din 8 ianuarie 1975 nr. 5 și Legea nr. 1538 din 25 februarie 1998 privind fondul ariilor naturale protejate de stat. Deținătorul funciar al monumentului natural este Întreprinderea de Stat pentru Silvicultură Edineț (în trecut numită Gospodăria Silvică de Stat Edineț).
Râpa prezintă interes științific de importanță națională în ce privește cartarea geologică și întocmirea schemei tectonice a Moldovei. De asemenea, ea demonstrează influența mișcărilor tectonice în formarea văii fluviului Nistru. Are valoare la nivel național din punct de vedere geologic și stratigrafic, mai ales râpa cu faună badeniană.
Conform situației din anul 2016, nu este instalat niciun panou informativ cu informații despre monumentul natural. Este recomandată intensificarea cercetărilor paleontologice și geologice, cât și includerea zonei în trasee turistice. Lângă lacul format în fosta carieră de argilite poate fi amenajată o zonă de recreație.